# 山嶺搜救中隊
山嶺搜救中隊（英文：Mountain Search and Rescue Company，縮寫：MSaR）也指
- 攀山搶救隊（英文：Mountain Rescue Unit，縮寫：MRU）
- 在2000下旬改組稱攀山搶救中隊（英文：Mountain Rescue Company，縮寫：MRC）和
- 山嶺搜索中隊（英文：Mountain Search Company，縮寫：MSC）

於1969年成立隸屬於民眾安全服務隊特遣部隊，綽號「紅衣飛虎」，為部門之皇牌，其主要責任為山嶺搜索及拯救。此外，亦會為其他紀律部隊及公眾提供登山安全教育以至高空工作訓練等等。

## 組織

### 總部
前攀山搶救隊總部位於九龍亞皆老街前九龍訓練中心內，現時山嶺搜救中隊的總部位於九龍油麻地渡華路8號民眾安全服務隊總部。

### 人員
至2000年，攀山搶救隊有12名長官和80名隊員，大部分為志願人員。攀山搶救隊分為8支小隊，每小隊由1名隊長及9名隊員組成，每小隊須要於星期日及公眾假期下午1時30分至晚上9時30分輪流當值及侯命，以應付攀山搶救任務。
2000年至2005年，當時攀山搶救隊改組為攀山搶救中隊，繼續有12名長官和80名隊員，大部分為志願人員。攀山搶救中隊分為8支小隊，每小隊由1名隊長及9名隊員組成，每小隊須要於星期日及公眾假期下午1時30分至晚上9時30分輪流當值及侯命，更開始在星期日及公眾假期於政府飛行服務隊總部協助，以應付攀山搶救任務。
2005改組後，山嶺搜救中隊由11名長官和136名隊員(以編制人數計算)，大部分為志願人員。山嶺搜救中隊分為8支小隊，每小隊由1名隊長(由四級長官擔任)及16名隊員組成，每小隊須要於星期日及公眾假期下午2時00分至晚上10時00分輪流當值及侯命，除此之外，更會在星期六下午、星期日及公眾假期全日派調長官及隊員到政府飛行服務隊總部值勤。
由於選拔和訓練過程艱辛，對隊員體能及心理要求甚高，整個山嶺搜救中隊正常架構應有164人，但現時僅120多人，換言之有約40個空缺。

## 歷史
於第二次世界大戰期間，英國各地飛機失事意外頻生。1943年7月6日，英國皇家空軍攀山搶救組獲准成立，以應付有關山野的拯救任務。及後，該隊服務擴展至香港及塞浦路斯等地。
1967年，駐守於啟德機場的英國皇家空軍攀山搶救隊因為資源問題，宣布解散，並且將有關的任務交出，最後由民眾安全服務隊接任，並且將相關的任務移交至於1969年成立的攀山搶救隊。早期，攀山搶救隊分為香港攀山搶救隊和九龍攀山搶救隊。1972年海底隧道通車後，兩隊合併為一隊，駐守於九龍訓練中心以集中資源。建隊初期，英國皇家空軍提供了基本的訓練和指導，令攀山搶救隊得以穩步成長。
1976年開始，攀山搶救隊開始選派隊員前往英國接受高級山嶺搶救訓練，並且安排在皇家空軍攀山搶救中心學習。1993年，攀山搶救隊選派隊員隨同英國皇家空軍人員到尼泊爾作遠足耐力訓練。1997年，攀山搶救隊開始召募第一批女隊員。
2000年下半年，民安隊改組，將攀山搶救隊(MRU)分拆成為兩個新成立的攀山搶救中隊(MRC,Mountain Rescue Company)及山嶺搜索中隊(MSC,Mountain Search Company)。攀山搶救中隊繼續肩負攀山搶救隊的責任。
2005年，攀山搶救中隊和山嶺搜索中隊改組並重新合併易名為山嶺搜救中隊。新成立的山嶺搜索中隊的成員為舊有在緊急救援隊中的山嶺搜索隊員，很少部分為前攀山搶救隊隊員及由各區域中隊的隊員和高級隊員組成。山嶺搜索中隊主要責任為協助攀山搶救中隊過行長時間和大型的搜索，用以減輕攀山搶救中隊隊員的負荷。而各區域中隊的隊員和高級隊員將輪流派註山嶺搜索中隊受訓及參與行動一年，一年後再調回區域中隊。
隨著近年行山活動流行，香港行山意外急增，山嶺搜救中隊出勤次數不斷攀升。統計數據顯示，由2012年至2016年，該中隊總共拯救1236名行山人士，並特別加強傷者處理和山嶺搜索的訓練，在意外事故的熱門地點進行，讓隊員更熟習現場的地形及環境。除了一般山嶺拯救行動及訓練外，山嶺搜救中隊更須參與香港政府跨部門的飛機事故及救援演習、昂坪纜車拯救及撤離周年演習，及每兩年接受一次英國皇家空軍的技術檢測。
山嶺搜救中隊曾經參與過不少攀山搶救行動，包括梧桐寨山難、多次發生於獅子山的墮崖事故、雞寮山泥傾瀉事件、關閉望后石難民營、1996年八仙嶺山火、屯門公路雙層巴士墮坡事故、政府飛行服務隊B-HRX墜毀事故，以及2016年大帽山霜凍拯救等行動。

## 以山嶺拯救中隊為題材的作品

### 書籍
- 《生死邊懸 攀山搶救隊的故事》（2006年）
- 《拯救行動》（2008年）

### 視頻
- 香港電台《拯救行動999－紅色後盾》